# Панеях, Виктор Моисеевич
Ви́ктор Моисе́евич Панея́х (30 июня 1930, Саратов — 19 июля 2017, Санкт-Петербург) — советский и российский историк, археограф, специалист в области истории России XVI—XVII веков. Доктор исторических наук (1974), профессор.

## Биография
Сын экономиста Моисея Григорьевича Панеяха и учительницы русского языка и литературы Нелли Самуиловны Дайч (1904—1989). Родной брат — Лев Панеях; двоюродный брат — историк Лев Кертман.
Окончил исторический факультет ЛГУ (1953) и аспирантуру Ленинградского отделения Института истории АН СССР (1959). Ученик Б. А. Романова. Кандидат исторических наук (1961, диссертация «Кабальное холопство в Русском государстве XVI в.»). Доктор исторических наук (1974, диссертация «Холопство в XVI — начале XVII вв.»).
С 1960 года работал в Ленинградском отделении Института истории АН СССР (ныне Санкт-Петербургский институт истории РАН): младший, старший, главный научный сотрудник, заведующий отделом древней истории.
В 1995—1997 годах — декан-организатор факультета истории Европейского университета в Санкт-Петербурге. С 1996 года — профессор этого университета. Читал курсы археографии и основ дипломатики; вёл семинары: «Историческая наука советского периода и власть», «Петербургская историческая школа и её судьба».
Был женат на Раде Васильевне Вурсол (1925—2005); дочь Алла (род. 1953) — заведующая отделом «Научная библиотека» Государственного музея истории религии. Племянница — социолог Элла Львовна Панеях.
Похоронен на Южном кладбище Санкт-Петербурга.

## Научная деятельность
Научные интересы: социальная и политическая история средневековой России, политическая история Советской России, историография, историческая наука советского периода, история петербургской исторической школы, вспомогательные исторические дисциплины, источниковедение, археография. Автор более 200 научных публикаций.
Был ответственным редактором изданий важнейших законодательных актов России XVI—XVII веков.

## Основные работы
Монографии
- Пугачёв и его сподвижники. М.—Л., 1965 («Научно-популярная серия АН СССР»; в соавт. с Ю. А. Лимоновым и В. В. Мавродиным) — 2-е изд. под загл. «Пугачёв и пугачёвцы». Л. 1974..
- Кабальное холопство на Руси в XVI в. Л., 1967.
- Холопство в XVI — начале XVII вв. Л., 1975.
- Холопство в первой половине XVII в. Л., 1984.
- Творчество и судьба историка: Борис Александрович Романов Архивная копия от 9 декабря 2017 на Wayback Machine. СПб., 2000.
- Историографические этюды. СПб., 2005.

Некоторые статьи
- [Рец. на кн.] Маньков А. Г. Цены и их движение в Русском государстве в XVI в. М.-Л., 1951 // Вопросы истории. 1952. № 12. С. 141—146.
- К вопросу о так называемых деревенских служилых кабалах Спасо-Прилуцкого монастыря // Проблемы источниковедения. 1956. Т.5. С. 210—230.
- Новый источник по истории холопства в XVI в. // Исторический архив. 1959. № 4. С. 206—209.
- Из истории кабального холопства в XVI в. // Вопросы экономики и классовых отношений в Русском государстве XII—XVII вв. Сб. ст. М.-Л., 1960. Труды ЛОИИ АН СССР. Вып. 2 Архивная копия от 30 апреля 2018 на Wayback Machine. С. 101—128.
- Записные книги старых крепостей конца XVI в. // Проблемы источниковедения. 1963. Т. 11. С. 346—363.
- Уложение 1597 г. о холопстве // Исторические записки. 1965. Т. 77. С. 154—189.
- Добровольное холопство в законодательстве XVI—XVII вв. (1550—1649 гг.) Архивная копия от 1 мая 2018 на Wayback Machine // Исследования по социально-политической истории России: сборник статей памяти Б. А. Романова / отв. ред. Н. Е. Носов. Л., 1971. Труды ЛОИИ АН СССР. Вып. 12 Архивная копия от 1 мая 2018 на Wayback Machine. С. 198—216.
- Закрепощение крестьян в XVI в.: новые материалы, концепции, перспективы изучения // История СССР. 1972. № 1. С. 157—165.
- К спорам о холопьем наделе в XVI в. // История СССР. 1973. № 3. С. 51—66.
- Кабальные книги первой половины XVII в. // Вспомогательные исторические дисциплины. 1979. Т. 11. С. 89—113.
- Добровольное холопство в первой половине XVII в. // Исторические записки. 1982. Т. 108. С. 155—188.
- Вспомогательные исторические дисциплины в научном наследии А. А. Зимина Архивная копия от 1 мая 2018 на Wayback Machine // Вспомогательные исторические дисциплины. 1983. Т. 14. С. 107—135.
- Утраченные указы первой половины XVII в. о величине долга по служебным кабалам // Вспомогательные исторические дисциплины. 1983. Т. 15. С. 112—128.
- Панорама истории России XV—XVI вв. А. А. Зимина: к выходу в свет его книги «Витязь на распутье» // Отечественная история. 1992. № 6. С. 70—81.
- Вспомогательные исторические дисциплины в научном наследии В. Б. Кобрина Архивная копия от 28 апреля 2018 на Wayback Machine // Вспомогательные исторические дисциплины. 1993. Т. 24. С. 304—315.
- Борис Александрович Романов. Письма к друзьям и коллегам // Отечественная история. 1993. № 3. С. 125—154.
- Борис Александрович Романов (1889—1957): трудная судьба учёного // Новая и новейшая история. 1993. № 1. С. 171—194.
- Упразднение Ленинградского отделения Института истории АН СССР в 1953 г. Архивная копия от 4 марта 2016 на Wayback Machine // Вопросы истории. 1993. № 10. С. 19—27.
- Время возникновения древнерусского частного акта (историографические заметки) // Вспомогательные исторические дисциплины. 1994. Вып. 25. С. 19—40.
- «Настоящая жизнь»: Борис Александрович Романов — студент Петербургского университета (1906—1911) // Средневековая и новая Россия. Сборник научных статей к 60-летию И. Я. Фроянова / отв. ред. В. М. Воробьёв и А. Ю. Дворниченко. СПб.: Изд-во Санкт-Петербургского университета, 1996. 822 c. — ISBN 5-288-01699-0. — С. 723—737.
- «Люди и нравы древней Руси» Бориса Александровича Романова: судьба книги // Труды Отдела древнерусской литературы. СПб., 1996. Т. 50 Архивная копия от 27 апреля 2018 на Wayback Machine. С. 825—839.
- Яков Соломонович Лурье и петербургская историческая школа // In memoriam. Сборник памяти Я. С. Лурье. СПб., 1997. С. 133—146.
- Борис Александрович Романов // Историческая наука России в XX в. / отв. ред. Г. Д. Алексеева. М., 1997. С. 437—464.
- Борис Александрович Романов и Иван Иванович Смирнов // У источника. Сборник в честь С. М. Каштанова. Вып. 1. М., 1997. Ч. 2. С. 490—545.
- The St. Petersburg school of history and its fate // Historiography of Imperial Russia. London, 1999. P. 146—152. (в соавт. с Б. В. Ананьичем);
- «Академическое дело» как исторический источник // Исторические записки. М., 1999. Вып. 2 (120) (в соавт. с Б. В. Ананьичем).
- Следствие в Москве по «Академическому делу» 1929—1931 гг. // Русский исторический журнал. 1999. Т. 2. № 3 (в соавт. с Б. В. Ананьичем).
- Борис Александрович Романов // Портреты историков. Время и судьбы. Т. 1 (Отечественная история) / отв. ред. Г. Н. Севостьянов. М. — Иерусалим, 2000.
- О петербургской исторической школе и её судьбе // Отечественная история. 2000. № 5. С. 105—118 (в соавт. с Б. В. Ананьичем).
- Русские историки после октября семнадцатого // Vittorio. Международный научный сборник, посвящённый 75-летию В. Страды. М., 2005. С. 266—287.
- Б. А. Романов и его труды по дальневосточной политике России // Санкт-Петербург — Китай. Три века контактов. СПб., 2006. С. 230—252 (в соавт. с Б. В. Ананьичем);
- Памяти А. Г. Манькова (1913—2006) // Вспомогательные исторические дисциплины. СПб., 2007. Т. 30. С. 565—567.
- Вспышки памяти (попытка мемуаров) // Петербургский исторический журнал: исследования по российской и всеобщей истории. 2018. № 4 (20). С. 232—246.

Составитель и редактор изданий
- Соборное уложение 1649 г.: Комментарии. Л., 1987.
- Законодательные акты Русского государства второй половины XVI — первой половины XVII вв. Л., 1987 (совм. с Н. Е. Носовым).
- Академическое дело 1929—1931 гг.: документы и материалы следственного дела, сфабрикованного ОГПУ. Вып. 1. СПб., 1993; Вып. 2, СПб., 1998.
- Власть и реформы: От самодержавной к советской России. СПб., 1996 (2-е изд. — СПб., 2006).
- Валк С. Н. Избранные труды по историографии и источниковедению. СПб., 2000.
- Страницы российской истории: проблемы, события, люди. Сборник статей в честь Б. В. Ананьича. СПб., 2003.
- Екатерина Николаевна Кушева — Борис Александрович Романов: переписка 1940—1957 гг.. СПб., 2010.
- Б. А. Романов. К 120-летию со дня рождения: библиографический указатель. СПб, 2011.